# Friskolereformen
Friskolereformen genomfördes i Sverige 1992 av regeringen Bildt och innebar bland annat att friskolor skulle kunna få skolpeng från staten för varje elev. Målet var att öka variationen av skolor, skapa konkurrens mellan skolorna och skapa incitament för kostnadseffektivitet genom att ge elever och föräldrar möjlighet att välja skola och samtidigt ge de fristående skolorna samma resurser per elev som i de kommunala skolorna. Det var även ämnat att öka antalet skolor med särskild pedagogik eller med konfessionell inriktning. Nedläggningshotade glesbygdsskolor var menade att få en andra chans med ett nytt privat huvudmannaskap. Marknadskrafterna skulle också tvinga skolorna att ta större hänsyn till elevers och föräldrars behov. 
Friskolereformens kritiker, vilket innefattar bl.a. sakkunniga, politiker och lärare, brukar ifrågasätta reformen inom debatten om företag inom välfärdssektorn. 
Kritikerna brukar här peka på hur det fria skolvalet kan ha bidragit till en ökad segregation samt försämrad likvärdighet i skolverksamheten.